# Volkswagen Passat B7
Volkswagen Passat B7 (type 3C), som blev præsenteret for offentligheden på Paris Motor Show den 2. oktober 2010, var en stor mellemklassebil fra Volkswagen og efterfølger for Passat B6.
De første biler kom ud til forhandlerne i midten af november 2010. I Kina blev denne generation af Passat ligesom forgængeren solgt under navnet Volkswagen Magotan.
Designet på Passat B7 orienterer sig mod "VW-grillen", som allerede kommer til indsats på Volkswagen Phaeton.
Sideløbende med Passat B7 sælges også Volkswagen Passat (NMS). Den model er udviklet specielt til USA og Kina og bruger navnet Passat, men har ellers ikke ret meget med den europæiske Passat at gøre.
I oktober 2014 udgik Passat B7 af produktion til fordel for efterfølgeren, Passat B8.

## Karrosseri
Passat B7 var baseret på samme platform som forgængeren, men ligesom med modificeringerne af Golf og Touran var alle synlige dele ændret. For eksempel blev akselafstanden øget minimalt, men totallængden blev ikke ændret.

### Passat Alltrack
På det 42. Tokyo Motor Show (3. til 11. december 2011) blevPassat Alltrack, som kom i handelen i foråret 2012, introduceret. 
Passat Alltrack var en ca. 30 mm forhøjet Passat Variant med nye stødfangere, integreret underkøringsbeskyttelse og skærmforøgere. Målene var identiske med den normale Passat Variant. Passat Alltrack fandtes med benzinmotorer med 160 og 210 hk og dieselmotorer med 140 og 170 hk. Begge de stærkeste motorer havde firehjulstræk og DSG-gearkasse som standardudstyr. Fra starten af 2013 fik alle Alltrack-modeller firehjulstræk som standardudstyr. Forbruget var ca. en halv liter større end en tilsvarende Passat Variant. 
Ligesom Tiguan og Touareg havde Passat Alltrack et offroad-program, som blev aktiveret med en knap på midterkonsollen. Derved blev ABS, igangsætningsassistent og DSG afstemt efter terrænkørsel og kørsel med anhænger.
- VW Passat Alltrack (2012−)

## Motorer
Motorprogrammet modsvarede de sidste motorer i forgængeren. VR6-benzinmotoren på 3,6 liter blev som følge af Euro5-udstødningsnormen modificeret.
Modellen fandtes med en 1,6-liters TDI-dieselmotor og to 2,0-liters TDI-dieselmotorer med commonrail-indsprøjtning, som ydede 103 kW (140 hk) hhv. 125 kW (170 hk).
På alle dieselmotorer og benzinmotoren med 122 hk hørte start/stop-system, gearskifteindikator og mikrohybridsystem til standardudstyret. 
- Passat Variant bagfra
- Volkswagen Passat Limousine
- Interiør

### USA- og Kina-version
I USA sælges siden august 2011 for første gang en enestående model. Bilen er med 4,87 m 10 cm længere end den europæiske version og tilsvarende luksuriøst udstyret. Modellen er billigere end i Europa. Da bilen ikke længere importeres fra Europa, er det blevet muligt at bygge den på en ny fabrik i Chattanooga, Tennessee (Volkswagen Group of America Chattanooga Operations LLC).
Bilen findes med tre forskellige motorer: En 2,5-liters femcylindret sugebenzinmotor med 125 kW (170 hk), en VR6 med 206 kW (280 hk) og en 2,0 TDI med 103 kW (140 hk).
I Kina bygges modellen ligeledes til det lokale marked samt til Sydkorea.